# Bunratty
Bunratty (in irlandese Bun na Raite) è una località della Repubblica d'Irlanda. Fa parte della contea di Clare, nella provincia di Munster. Vi si trova il Castello di Bunratty, uno dei monumenti più visitati della Contea.